# Chattahoochee megye
Chattahoochee megye az Amerikai Egyesült Államokban, azon belül Georgia államban található. Megyeszékhelye és legnagyobb városa Cusseta. Lakosainak száma 9565 fő (2020. április 1.). Chattahoochee megye Muscogee, Stewart, Marion, Talbot és Russell megyékkel határos.

## Népesség
A megye népességének változása:
| Lakosok száma | 11 125 | 11 862 | 13 183 | 12 842 | 11 368 | 9565 |
|               | 2010   | 2011   | 2012   | 2013   | 2015   | 2020 |